# Pterinpigmente
Unter Pterinpigmenten versteht man eine große Gruppe von in der Natur weit verbreiteten Farbstoffen, die sich vom Heterocyclus Pterin ableiten. Sie sind insbesondere im Tierreich weit verbreitet. So findet man sie als Farbstoffe besonders in den Augen und Flügeln von Insekten auftreten. Hierbei kommen sie insbesondere bei Schmetterlingen vor. Des Weiteren sind sie farbgebende Bestandteile der Augen und Haut von Fischen, Amphibien und Reptilien. Wichtige Vertreter sind z. B. das Xanthopterin (gelb), Leukopterin (farblos/weiß), Erythropterin (rot), Lepidopterin, Drosopterin oder das Sepiapterin.